# Прокопів Петро Микитович
Прокопів Петро Микитович  (нар. 18 січня 1947, Камінне) — український живописець і графік; майстер екслібрису, художник-монументаліст. Член Національної спілки художників України (1988). Лауреат обласної премії ім. Ярослава Лукавецького в галузі образотворчого мистецтва і архітектури (2007), Заслужений діяч мистецтв України (2017)

## Життєпис
Народився в с. Камінне Надвірнянського району Івано-Франківської області. Закінчив Львівське училище прикладного мистецтва ім. І. Труша (1964-1968), відділення монументально-декоративного розпису; Прикарпатський національний університет імені Василя Стефаника (в той час назва була - Івано-Франківський державний педагогічний інститут ім. В. Стефаника) (1986-1991), викладачі Т. Максисько, М. Фіґоль, художньо-графічний факультет. Викладач рисунку, малярства та графіки.
Працював художником-монументалістом в Івано-Франківському художньо-виробничому комбінаті НСХУ (1968—2000); з 1992 року асистентом, старшим викладачем художньо-графічного факультету, з 2019 — доцент кафедри образотворчого і декоративно-прикладного мистецтва та реставрації Навчально-наукового інституту мистецтв Прикарпатського університету (Івано-Франківськ). Член правління і відповідальний секретар Івано-Франківської обласної організації НСХУ (1990—96). 

## Творчість
Працює в галузі монументально-декоративного мистецтва (мозаїка, сграфіто, розпис), станкового малярства та графіки. Учасник багатьох (понад 80) художніх виставок в Україні та за її межами.
Представлений у Міжнародній енциклопедії екслібриса (Португалія, № 26, 1999).
Твори знаходяться в музеях: Музей мистецтв Прикарпаття (м. Івано-Франківськ); Музей Т.Шевченка (м.Київ); Музей Т.Шевченка (м.Канів); в Національному музеї народного мистецтва Гуцульщини та Покуття (м. Коломия Івано-Франківської обл.) в приватних колекціях.

### Малярство
- «Козацькому роду нема переводу» (1980);
- «Благовіщення» (1995);
- «Натюрморт з бандурою» (1995);
- триптих «Троїсті музики» («Скрипаль», «Цимбалістка», «Сопілкар») (1997);
- «На Німчицькому перевалі» (1998);
- «Гірська феєрія» (1998);
- «Сонячний день» (1999);
- «Іриси» (2000);
- «Потічок з кладкою» (2001);
- цикл «Писанкові мотиви» (2001);
- «Великодній натюрморт» (2002);
- «Пізні яблука» (2002);
- «Купальниці (2003);
- «Храм» (2003);
- «Гріх» (2004);
- «Ранок» (2004);
- «Полудень» (2004);
- «Осінь у Карпатах» (2005);
- «Змієборець» (2005);
- «Поцілунок» (2006);
- «Натюрморт» (2006);
- «Три грації» (2006);
- «Вівчар» (2006);
- «Осінні візерунки» (2006);
- «Натюрморт з червоною пляшкою» (2007);
- «Портрет матері» (2007);
- «Багряна осінь» (2008);
- «Храм» (2008);
- «Біля водограю» (2009);
- «Купальниці» (2009);
- «Купальські вогні» (2010);
- «Смереки над потоком» (2011);
- «Сторожа» (2011);
- «Ранковий заспів» (2012);
- «Спогади про опришків» (2012);
- «Біля Говерли» (2012);
- «Купальниця з букетом квітів» (2012);
- «Жінка біля водограю» (2012).

### Графіка
- цикл «Троїсті музики» (1993);
- цикл «Купальниці» (1997);
- цикл «Писанкові мотиви» (2000);
- цикл «Ню» (2000);
- «Святий Миколай» (інтерпретація народної гравюри XVIIIст.) (2010);
- «Григорій Крук – український скульптор» (2011);
- «Дід Онуфрій з Ворохти» (2013).

## Відзнаки
1992 - Міжнародний конкурс екслібриса «Скаудвіле-92», Литва, 3-тя премія; 
1994 - 1-ий Міжнародний салон малої графіки «Беюш-94», Румунія, Диплом;
1998 - Всесвітня виставка екслібриса «Бейджинг-98», Китай, Бронзова медаль;
1999 - Міжнародна виставка малої графіки «Гваделупа-99», Мексика, Диплом;
2007 - Лауреат 2-ї Всеросійської виставки екслібриса «Вологда-2007», Росія.